# Seeschlacht bei Öland
Rathenow – Nauen – Fehrbellin – Wismar – Wolgast 1675 – Wolgast 1676 – Bornholm – Öland – Peenemünder Schanze – Stettin (1677) – Køgebucht – Bergen – Warksow – Rügen (1678) – Stralsund (1678) – Greifswald – Tilsit – Splitter – Telschi – Porta Westfalica
Die Seeschlacht bei Öland war eine Seeschlacht während des sogenannten Schonischen Krieges (1674–1679), einem selbstständigen Nebenkriegsschauplatz des Holländischen Krieges. Die Schlacht wurde ausgetragen zwischen einem vereinigten dänisch-niederländischen Geschwader und der schwedischen Flotte und fand am 1. Junijul. / 11. Juni 1676greg. vor der Ostküste der vor Südschweden liegenden Insel Öland statt. Die Flotte der Verbündeten konnte hierbei, obwohl leicht in der Unterzahl, mit geringen eigenen Verlusten einen Sieg über die schwedische Flotte erringen.

## Vorgeschichte
Die Seeschlacht bei Öland entwickelte sich aus der Land- und Seeoffensive der verbündeten dänischen und niederländischen Streitkräfte gegen die vormalige dänische Provinz Schonen und die Insel Gotland. Im April und Mai 1676 eroberten die Dänen Gotland und nahmen die Stadt Ystad an der schonischen Südküste ein. Dies führte in der Folgezeit zu einem ersten Zusammenstoß zwischen der schwedischen Flotte, die mit anfangs 60 Kriegsschiffen (darunter 44 Linienschiffe) deutlich überlegen war, und der dänische Flotte (die zu diesem Zeitpunkt bereits durch ein kleineres niederländisches Geschwader unter Philipp van Almonde unterstützt wurde), südwestlich von Bornholm am 15. Maijul. / 25. Mai 1676greg.. Diese Schlacht endete jedoch ohne größere Verluste, da keine von beiden Flotten eine Entscheidung suchte.

### Die Lage bei den Verbündeten
Ende Mai 1676 war ein weiteres Geschwader der verbündeten Niederländer, darunter zehn Linienschiffe und drei Fregatten sowie drei Brander, vor Kopenhagen eingetroffen und hatten sich der dänisch-niederländischen Flotte angeschlossen. Der niederländische Admiral Cornelis Tromp, im Mai zum Admiral-General der dänischen Flotte ernannt, übernahm nach dem unentschiedenen Zusammentreffen beider Flotten zwischen Rügen und Bornholm den Oberbefehl über die gesamte vereinigte dänisch-niederländische Flotte am 26. Maijul. / 5. Juni 1676greg.. Der bisherige dänische Flottenbefehlshaber, Admiral Niels Juel, übernahm unter Tromps Kommando den Befehl über die Vorhut.
Nach dem Gefecht zwischen Bornholm und Rügen stieß Tromp mit seiner Flotte, die nun insgesamt 25 Linienschiffe, neun Fregatten und fünf Brander umfasste, über Bornholm in Richtung Öland vor, um die dort gemeldete schwedische Flotte zu stellen. Die Schiffe der vereinigten Flotte zählten etwa 1.700 Geschütze und rund 10.000 Besatzungsangehörige. Tromp führte das Gros des Verbandes von Bord seines Flaggschiffes Christianus Quintus (84 Geschütze) aus. Die Vorhut bestand aus sieben Linienschiffen (unter dem Befehl von Juel an Bord des 76-Kanonen-Linienschiffes Churprindsen), die Nachhut führte der niederländische Konteradmiral Philipp van Almonde (auf dem kleineren 62-Kanonen-Linienschiff Delft).

### Die Lage bei den Schweden
Nach dem unentschiedenen Treffen zwischen Bornholm und Rügen war die schwedische Flotte zunächst auf Nordkurs gegangen, um Schäden zu beheben. Nordöstlich von Bornholm war der Verband jedoch in stürmisches Wetter, hauptsächlich ein böiger Ostwind, geraten (dieser Zustand des Wetters verblieb bis zum Zeitpunkt der Schlacht bei Öland beinahe unverändert), was an einigen Schiffen zu empfindlichen Schäden geführt hatte. Dies führte dazu, dass einige schwedische Schiffe infolge von Seeschäden die Flotte verlassen und verschiedene Stützpunkte anlaufen mussten. Zur Versorgung ging der Rest der Flotte in Trelleborg vor Anker. Ferner wurden dort der Flottenführung die Pläne für eine geplante Rückeroberung von Gotland aufgezeigt.
Die Moral an Bord der schwedischen Schiffe war jedoch nach dem unentschiedenen Kampf bei Bornholm, wo trotz numerischer Überzahl kein Sieg errungen werden konnte, eher schlecht. Die schwedische Flotte stand zudem unter dem Befehl des 60 Jahre alten Freiherren und schwedischen Reichsrates Lorentz Creutz der Ältere, der allerdings erst ein Jahr zuvor (1675) zum Admiral und Befehlshaber der schwedische Flotte ernannt worden war und welchem deswegen von einigen seiner untergebenen Kapitäne die Führungsqualitäten und die notwendige seemännische Erfahrung abgesprochen wurden. Creutz befehligte die Flotte von Bord seines großen Flaggschiffes Kronan aus, welches über 126 Kanonen verfügte und rund 2.200 t verdrängte. Die Kronan war zum damaligen Zeitpunkt das größte Kriegsschiff der schwedischen Flotte und zugleich auch das größte und kampfstärkste innerhalb der Ostsee. Die Besatzung bestand aus rund 890 Seeleuten und Seesoldaten.
Creutz in der Befehlsrangfolge direkt unterstellt war der erfahrene Vizeadmiral Claas Uggla, einer der fähigsten schwedischen Seestrategen seiner Zeit, der das zweite Geschwader der schwedischen Flotte von Bord des 86-Kanonen-Linienschiffes Svärdet, ebenfalls eines der größten Kriegsschiffe auf der Ostsee, befehligte. Das dritte und das vierte Geschwader der schwedischen Flotte, quasi die Nachhut, stand unter dem Befehl von Konteradmiral Johan Bär an Bord des Linienschiffes Riks-Nyckeln (82 Kanonen). Insgesamt bestand die schwedische Flotte aus 25 Linienschiffen, 8 Fregatten, 7 bewaffneten Handelsschiffen (mit 12 bis 54 Kanonen), 11 kleineren Kriegsschiffen (Kanonenbooten und Korvetten) und 6 Brandern. An Bord befanden sich rund 2.300 Geschütze und 12.300 Besatzungsangehörige.
Die schwedische Flotte war dem Gegner insofern nicht nur insgesamt zahlenmäßig, sondern auch an Anzahl der Geschütze und gemessen an der Besatzungsstärke überlegen. Dazu kam, dass die schwedischen Linienschiffe im Durchschnitt größer waren als die des Gegners. Dies allerdings war nicht zwingend ein Vorteil (allenfalls beim Enterkampf, wenn die Kopfstärke der jeweiligen Besatzung im direkten Duell den Ausschlag zu geben drohte) in den teils widrigen und seichten Gewässern der Ostsee.

## Die Schlacht

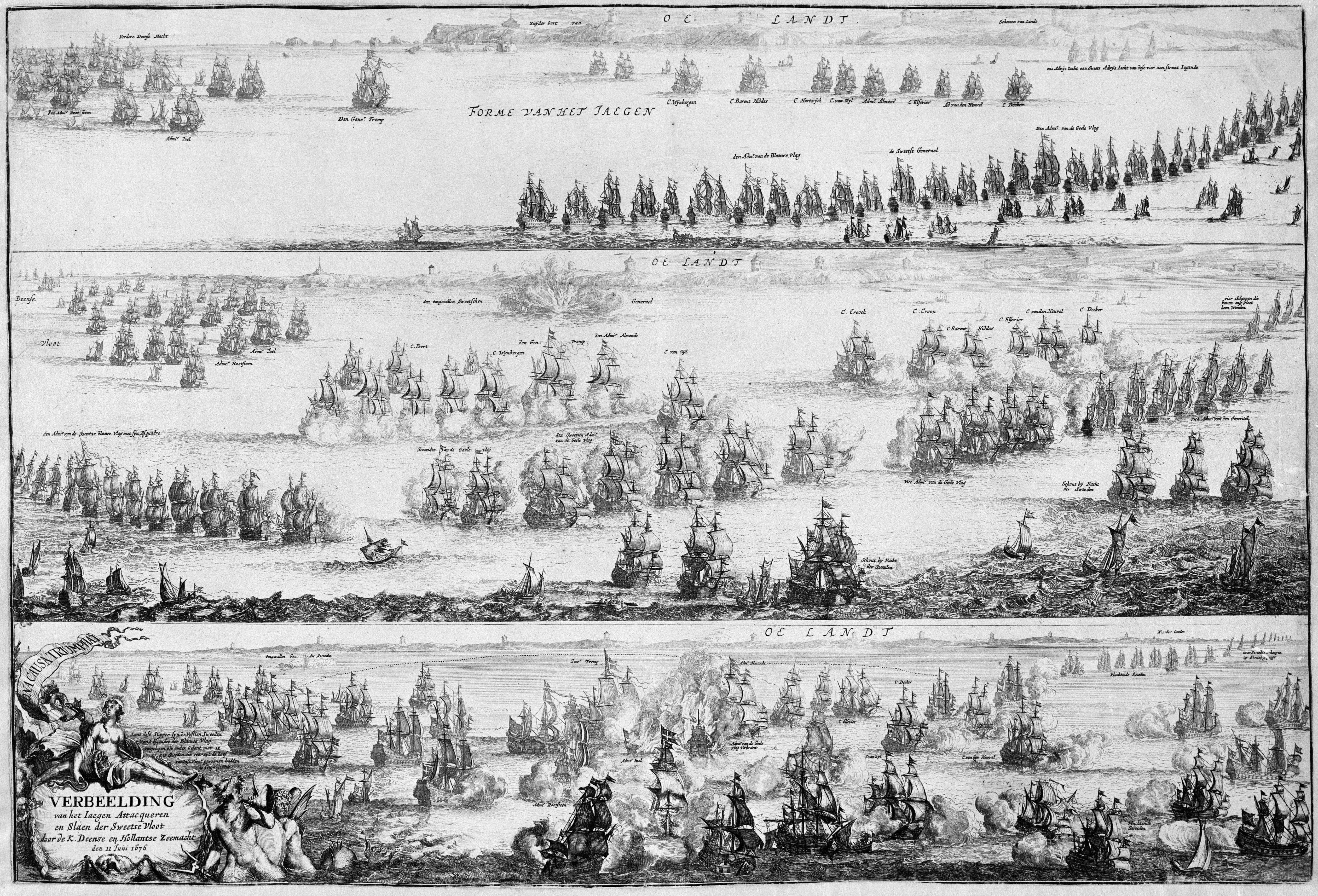
Drei Phasen der Seeschlacht vor Öland, Zeichnung von Romeyn de Hooghe, 1676

Am 9. Juni verließ die in Trelleborg liegende schwedische Flotte ihre Ankerplätze und ging in Richtung Öland in See, da vom Herannahen der vereinigten dänisch-niederländischen Flotte berichtet worden war. Der schwedische Admiral Creutz beabsichtigte, das Geschwader der Verbündeten nördlich von Öland zum Kampf zu stellen. In stürmischem Ostwind liefen beide Verbände am folgenden Tag nach Norden. Admiral Tromp führte die dänisch-niederländische Flotte jedoch näher entlang der Küstenlinie, so dass seine Schiffe stärker vom Wind profitieren konnten und allmählich zum Gegner aufholten. Die etwas kleineren Schiffe der Niederländer und Dänen konnten die stürmische See zudem besser abreiten als die großen schwedischen Linienschiffe, die erneut leichtere Sturmschäden hinnehmen mussten.
Am Morgen des 11. Juni kamen die beiden Flotten zueinander in Sicht und damit wesentlich früher, als Admiral Creutz es beabsichtigt hatte. Beide Flotten standen noch knapp 15 Seemeilen südöstlich von Öland und etwa sieben Seemeilen von der „10-Meter-Linie“ (Tiefe) der Insel entfernt. Tromp holte mit seiner vereinigten Flotte rasch auf und schob sich mit seinen Schiffen in einem gewagten Manöver, nur etwa vier Seemeilen vom Ufer entfernt, zwischen die schwedische Flotte und die südöstliche Küstenlinie von Öland. Dänen und Niederländer profitierten so vom ablandigen Wind und der Position auf der Luvseite und begannen die schwedische Flotte in einem Passiergefecht zu überholen. Gegen Mittag wurden die ersten Breitseiten ausgetauscht, und die schwedischen Spitzenschiffe erhielten alsbald wirkungsvolles Feuer.
In dieser Situation befahl Admiral Creutz ein scharfes Wendemanöver seines Flaggschiffes Kronan nach Backbord. Sein Ziel war es, mit seiner Schwadron die dänisch-niederländische Vorhut von der Hauptflotte abzuschneiden und zu duplieren. Angesichts der Nähe zur Küste und wegen des starken Ostwindes widerrief Creutz, während sein Verband bereits die Wendung eingeleitet hatte, den riskanten Befehl aber kurze Zeit später wieder.
Mitten in der Wendung wurde die Kronan, die sich unter vollen Segeln befand, jedoch von einer starken Bö getroffen und auf die Seite gedrückt. Da sich die untersten Geschützpforten in offenem Zustand befanden, drang rasch Wasser in das Schiff ein. Gegen 13.00 Uhr kenterte die Kronan nach Backbord. Eine verheerende Explosion der Pulverkammer, vermutlich waren durch das Kentern Pulverfässer im Inneren zerborsten und mit brennenden Lunten oder Lampen in Kontakt gekommen, zerfetzte nur wenige Minuten später das Schiff und sprengte die komplette Steuerbordseite weg. Trümmerstücke und Leichenteile regneten noch in einem Kilometer Entfernung nieder. Mit der Kronan gingen Admiral Lorentz Creutz und 839 Besatzungsangehörige unter. Nur etwa 50 Überlebende wurden später aus dem Meer geborgen.
Angesichts dieses Verlustes und des letztlich wieder abgebrochenen Wendebefehls geriet die schwedische Gefechtslinie in völlige Unordnung. Vier schwedische Schiffe der Vorhut ergriffen zudem kurzerhand die Flucht und segelten befehlswidrig auf Nordostkurs ab. Vizeadmiral Claes Uggla sah sich nach dem beinahe vollständigen Kollaps der Schlachtlinie der Vorhut mit seinem Flaggschiff Svärdet innerhalb kurzer Zeit von mehreren Schiffen der Verbündeten, darunter Tromps Flaggschiff Christianus Quintus, umstellt. Fast drei Stunden lang kämpfte die Svärdet beinahe alleine gegen vier Schiffe der dänisch-niederländischen Flotte. Die Masse der verbliebenen schwedischen Schiffe konnte sich infolge der Leeposition nicht freikreuzen und Uggla keine Unterstützung zukommen lassen. Schließlich musste Uggla, nachdem sein Schiff entmastet und völlig zerschossen war, gegen 16.00 Uhr den Befehl zum Streichen der Flagge erteilen. In dieser Lage, etwa gegen 16.20 Uhr, wurde die Svärdet von dem niederländischen Brander t’Hoen attackiert und in Brand gesetzt. Es ist nicht sicher eruiert, ob der Kapitän des Branders gezielt befehlswidrig gehandelt oder nur die Kapitulation des schwedischen Schiffes nicht bemerkt hatte. Die Svärdet wurde schnell von den Flammen verschlungen und flog um 16.40 Uhr nach einer Pulverkammerexplosion in die Luft. Von den rund 640 Mann Besatzung kamen etwa 620 ums Leben, darunter auch Vizeadmiral Uggla.
Unmittelbar danach, etwa gegen 17.00 Uhr, musste das schwedische Linienschiff Neptunus (46 Kanonen), eines der wenigen Schiffe, die der Svärdet halbwegs zu Hilfe eilen konnten, vor Admiral Niels Juels Flaggschiff Churprindsen ebenfalls die Flagge streichen und wurde geentert. Etwa 100 Mann der Besatzung waren während des Gefechtes zuvor getötet oder verwundet worden. Die schwedische Flotte begann sich danach unkoordiniert vom Gegner zu lösen und zurückzuziehen. Diese Absetzbewegung entwickelte sich gegen 18.00 Uhr in eine Flucht, in deren Verlauf die Flotte der Verbündeten den Schweden noch das mit 24 Kanonen bewaffnete Handelsschiff Järnvågen (geentert durch das dänische Linienschiff Anna Sophia) und die kleine 16-Kanonen-Korvette Enhorn (geentert vom niederländischen Linienschiff Dordrecht) abnehmen konnte.
Die Schlacht endete in den Abendstunden mit der Flucht der Schweden in Richtung des Hafens Dalarö und in die Straße von Kalmar. Während dieser Rückzugsbewegung geriet zudem das schwedische Linienschiff Riksäpplet (84 Kanonen), das drittgrößte Schiff der schwedischen Flotte nach der Stora Kronan und der Svärdet, vor Dalarö auf eine Untiefe und strandete. Etwa 50 Besatzungsangehörige wurden von nachstoßenden dänischen Schiffen im Sturm gerettet. Die restliche Besatzung, etwa 600 Mann, kam beim Schiffbruch ums Leben.

## Nachwirkung
Die Seeschlacht bei Öland war ein Desaster für Schweden. Neben den drei größten Kriegsschiffen der Flotte gingen noch drei weitere Schiffe verloren. Zehn weitere Schiffe waren durch die Schlacht oder im Sturm beschädigt worden. Zudem starben bei der Schlacht der Oberbefehlshaber der Flotte, Lorentz Creutz, und mit Claes Uggla zugleich auch noch der wohl erfahrenste schwedische Flottenkommandeur jener Zeit. Rund 2.300 schwedische Seeleute hatten den Tod gefunden, davon alleine weit über 800 an Bord des gekenterten Flaggschiffes Kronan. Zudem waren etwa 650 Seeleute in Gefangenschaft geraten (an Bord der geenterten Schiffe). Nach dieser Schlacht verblieb die schwedische Flotte – von einzelnen Vorstößen kleinerer Schiffe abgesehen – für fast ein Jahr in den Häfen, was die Seeherrschaft quasi an die Streitkräfte der Verbündeten übertrug. Um die Ursache für die schwere Niederlage zu ergründen, setzte der schwedische König Karl XI. noch im Juni 1676 eine Untersuchungskommission ein. Diese stellte fest, dass eine allgemeine schlechte Führung der Flotte mit zu dem für Schweden katastrophalen Ergebnis beigetragen hatte. Obwohl niemand direkt im Nachhinein verantwortlich gemacht oder namentlich genannt wurde, erhielt Konteradmiral Johan Bär, Kommandant des Linienschiffes Nyckeln und zugleich verantwortlicher Befehlshaber des dritten und vierten Geschwaders (und auch der einzige noch lebende der drei Führungsadmirale), nie wieder ein Kommando in der schwedischen Marine.
Die vereinigte dänisch-niederländische Flotte erlitt im Gegenzug nur geringe Verluste. Nur drei Schiffe waren nennenswert beschädigt worden. Als Totalverlust musste nur der Brander t’Hoen abgeschrieben werden. Die Personalverluste beliefen sich auf etwa 200 Tote und Verwundete. Nach der Schlacht beherrschte die dänisch-niederländische Flotte vorerst die westliche Ostsee unangefochten, was auch die Landung eines dänischen Heeres im Süden von Helsingborg Ende Juni 1676 ermöglichte.